# Ciré-d’Aunis
Ciré-d’Aunis ist eine französische Gemeinde mit 1.560 Einwohnern (Stand: 1. Januar 2022) im Département Charente-Maritime in der Region Nouvelle-Aquitaine; sie gehört zum Arrondissement Rochefort und ist Teil des Kantons Surgères. Die Einwohner werden Ciréens genannt.

## Geographie
Ciré-d’Aunis liegt etwa 25 Kilometer östlich von La Rochelle in der historischen Region Aunis. Umgeben wird Ciré-d’Aunis von den Nachbargemeinden Le Thou im Norden, Landrais im Osten und Nordosten, Ardillières im Osten, Muron im Osten und Südosten, Loire-les-Marais und Breuil-Magné im Süden sowie Ballon im Westen.

## Bevölkerungsentwicklung
| Jahr                      | 1962 | 1968 | 1975 | 1982 | 1990 | 1999 | 2006 | 2013 | 2019 |
| Einwohner                 | 582  | 569  | 635  | 735  | 686  | 804  | 1095 | 1247 | 1455 |
| Quelle: Cassini und INSEE |      |      |      |      |      |      |      |      |      |

## Sehenswürdigkeiten
- Kirche Nativité de la Sainte-Vierge (siehe auch: Liste der Monuments historiques in Ciré-d’Aunis)

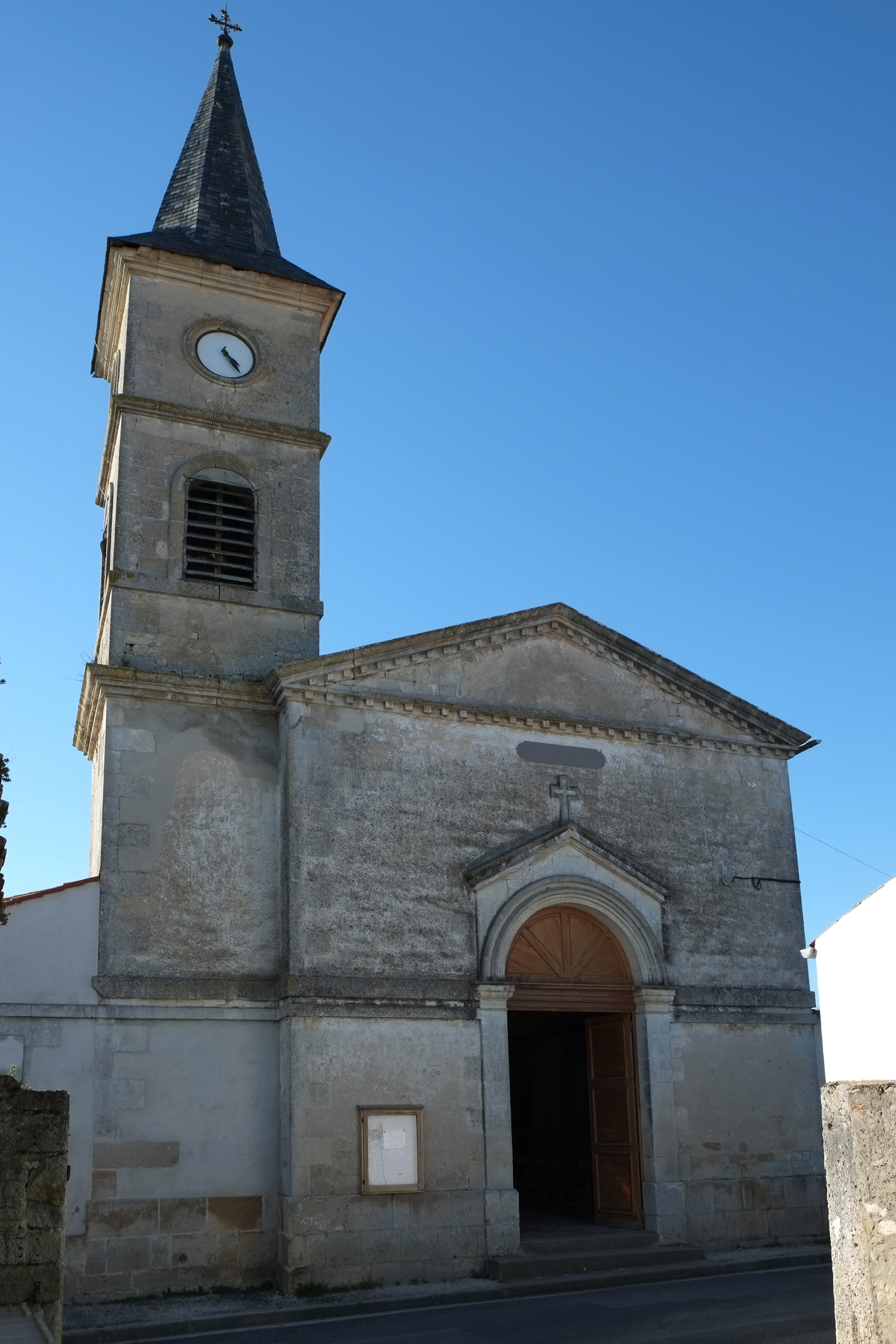
Kirche Nativité de la Sainte-Vierge